# Мокриця (річка)
Мокриця — річка в Україні, у Тиврівському районі Вінницької області, ліва притока Південного Бугу (басейн Чорного моря).

## Опис
Довжина річки — 7,4 км.

## Розташування
Бере початок на південний схід від Грижинців. Тече переважно на північний захід через північну околицю Гнівані і впадає у річку Південний Буг.
Річку перетинає автомобільна дорога Т 0216